# Elaphoidella wilsonae
Elaphoidella wilsonae är en kräftdjursart som beskrevs av Hunt 1979. Elaphoidella wilsonae ingår i släktet Elaphoidella och familjen Canthocamptidae. Inga underarter finns listade i Catalogue of Life.